# Mistrzostwa Europy w Wioślarstwie 1937
37. Mistrzostwa Europy w Wioślarstwie odbyły się w dniach 13–15 sierpnia 1937 r. w holenderskim Amsterdamie (po raz 2. w historii). Zawodnicy rywalizowali w 7 konkurencjach wioślarskich na pobliskim jeziorze Bosbaan na terenie wchodzącej w skład obszaru metropolitarnego miasta gminy Amstelveen. 

## Medaliści
| Konkurencja                 | Złoto | Srebro | Brąz | Źródło |
| --------------------------- | --- | --- | --- | ------ |
| M1x (jedynka)               | Eugen Studach | Josef Hasenöhrl | Roger Verey | [ 2 ]  |
| M2x (dwójka podwójna)       | III Rzesza Joachim Pirsch · Willi Kaidel | Węgry Károly Szandtner · Egon Szandtner | Włochy Ettore Broschi · Giorgio Scherli | [ 3 ]  |
| M2- (dwójka bez sternika)   | Włochy Mario Lazzati · Ermenegildo Manfredini | Dania Richard Olsen · Harry Larsen | Szwajcaria Karl Müller · Wilhelm Klopfer | [ 4 ]  |
| M2+ (dwójka ze sternikiem)  | III Rzesza Herbert Adamski · Gerhard Gustmann · Günther Holstein (sternik) | Włochy Almiro Bergamo · Guido Santin · Guido Bettini (sternik) | Polska Stanisław Kuryłłowicz · Lech Manitius · Mieczysław Bącler (sternik)                                                                                          | [ 5 ]  |
| M4- (czwórka bez sternika)  | III Rzesza Ernst-August Grosskopf · Karl Seuser · Georg Schmid · Werner Immand                                                                                                  | Szwajcaria Hermann Betschart · Oscar Neuenschwander · Werner Schweizer · Karl Schmid                                                                                              | Węgry Hugó Ballya · Antal Szendey · Frigyes Hollósi · László Szabó                                                                                                  | [ 6 ]  |
| M4+ (czwórka ze sternikiem) | III Rzesza Walter Kaps · Erich Knorr · Heinz Kaufmann · Wilhelm Ewerth · Wilhelm Mahlow (sternik)                                                                               | Holandia Simon de Wit · J.A.W.C. Smit · Hotse Bartlema · Mak Schoorl · Gerard Hallie (sternik)                                                                                    | Włochy Aldo Pellizzoni · Lucillo Bobig · Guglielmo del Neri · Milan Busani · Eugenio Suzzi (sternik)                                                                | [ 7 ]  |
| M8+ (ósemka)                | Włochy Alberto Bonciani · Ottorino Quaglierini · Enzo Bartolini · Dante Secchi · Mario Checcacci · Giovanni Persico · Oreste Grossi · Enrico Garzelli · Cesare Milani (sternik) | III Rzesza Erich Buschmann · Herbert Buhtz · Walter Volle · Joachim Charlé · Fritz Braunsdorf · Georg Jakstat · Walter Fuglsang · Eberhard Kösling · Karl-Heinz Neumann (sternik) | Dania Flemming Jensen · Hans Nielsen · Poul Byrge Poulsen · Carl Berner · Bjørner Drøger · Kaj Söderberg · Remond Larsen · Emil Boje Jensen · Aage Jensen (sternik) | [ 8 ]  |

## Klasyfikacja medalowa
| Miejsce | Reprezentacja | Złoto | Srebro | Brąz | Razem |
| ------- | ------------- | ----- | ------ | ---- | ----- |
| 1.      | III Rzesza    | 4     | 1      | 0    | 5     |
| 2.      | Włochy        | 2     | 1      | 2    | 5     |
| 3.      | Szwajcaria    | 1     | 1      | 1    | 3     |
| 4.      | Dania         | 0     | 1      | 1    | 2     |
| 4.      | Węgry         | 0     | 1      | 1    | 2     |
| 6.      | Austria       | 0     | 1      | 0    | 1     |
| 6.      | Holandia      | 0     | 1      | 0    | 1     |
| 8.      | Polska        | 0     | 0      | 2    | 2     |
| Razem   | Razem         | 7     | 7      | 7    | 21    |